# Tarumã
Tarumã là một đô thị ở bang São Paulo của Brasil. 

## Địa lý
Đô thị này nằm ở vĩ độ 22º44'48" độ vĩ nam và kinh độ 50º34'38" độ vĩ tây, trên khu vực có độ cao 441 m. Dân số năm 2004 ước tính là 11.342 người.

### Sông ngòi
- Sông Paranapanema

### Các xa lộ
- SP-333, no trecho de ligação entre Assis e Londrina.